# Liste des maires de Villejuif
La liste des maires de Villejuif présente la liste des maires de la commune française de Villejuif, située dans le département du Val-de-Marne en région Île-de-France.

## Liste des maires

### Entre 1790 et 1944
| Période          | Période        | Identité                               | Étiquette | Qualité |
| ---------------- | -------------- | -------------------------------------- | --------- | --- |
| 1790             | 1791           | Charles Nicolas Radot                  |           | |
| 1791             | 1793           | Claude André Lesage                    |           | |
| 1793             | 1795           | Pierre-François Darblay                |           | |
| 1795             | 1795           | Denis Hugues Godefroy                  |           | |
| 1800             | 1804           | Barthélémy Dret                        |           | |
| 1804             | 1814           | Jean-Louis Barre                       |           | |
| 1814             | 1830           | Alexis-Jacques de Serre de Saint-Roman |           | |
| 1830             | 1831           | Jean-Louis Barre                       |           | |
| 1831             | 1834           | Jean-Jacques Denis Godefroy            |           | |
| 1834             | 1842           | François Péron                         |           | |
| 1842             | 1843           | Jean-Cyr Thibault (par intérim)        |           | |
| 1843             | 1848           | Vital-Denis Durand-Brager              |           | |
| 1848             | 1851           | César Clairat                          |           | |
| 1852             | 1854           | François Péron                         |           | |
| 1856             | 1856           | Jean-Charles Legros                    |           | |
| 1856             | 1871           | Onésime Théodore Lefèvre               |           | |
| 1871             | 1881           | Aimable Constant Capy                  |           | Père de Marcel Capy, illustrateur |
| 1881             | 1904           | Hyacynthe-Emmanuel Reulos              |           | |
| 1904             | 1905           | Arthur Lorin                           |           | |
| 1905             | 1908           | Auguste Victor Higonnet                |           | |
| 1908             | 1925           | Louis Victor Destauret                 |           | |
| 1881             | 1904           | Hyacynthe-Emmanuel Reulos              |           | Conseiller général de Villejuif (1893 → 1897) |
| 1904             | 1905           | Arthur Lorin                           |           | |
| 1905             | 1908           | Auguste Victor Higonnet                |           | |
| 1908             | 1925           | Louis Victor Destauret                 |           | |
| 1925             | 1926           | Xavier Guillemin                       | PCF       | Ouvrier sans spécialité puis comptable Démissionnaire pour raisons de santé |
| 1926             | 1929           | Gaston Cantini                         | PCF       | Ouvrier peaussier, employé puis menuisier |
| 1929             | 1937           | Paul Vaillant-Couturier                | PCF       | Écrivain, permanent communiste, journaliste Décédé en fonction |
| 15 novembre 1937 | 4 octobre 1939 | Georges Le Bigot                       | PCF       | Employé de mairie, syndicaliste Conseiller général de Villejuif (1935 → 1940) Municipalité suspendue par le Gouvernement Daladier à la suite de la signature du Pacte germano-soviétique - Mort en déportation |
| 4 octobre 1939   | 1941           | Léon Bley                              |           | Président de la délégation spéciale |
| 1941             | 1944           | Albert Legros                          |           | Assureur Conseiller départemental de Villejuif (1941 → 1944) Nommé par arrêté préfectoral du 9 mai 1941 |

### Depuis 1945
Depuis la Libération, sept maires se sont succédé à la tête de la commune.
| Période         | Période                    | Identité            | Étiquette | Qualité |
| --------------- | -------------------------- | ------------------- | --------- | --- |
| avril 1945      | mars 1977                  | Louis Dolly         | PCF       | Chef-monteur électricien Conseiller général de Villejuif (1945 - 1953 → 1967) |
| mars 1977       | 16 octobre 1999            | Pierre-Yves Cosnier | PCF       | Instituteur Conseiller général de Villejuif (1979 → 1985) Conseiller général de Villejuif-Ouest (1985 → 1998) Démissionnaire pour raisons de santé                                                                                                   |
| 16 octobre 1999 | 5 avril 2014               | Claudine Cordillot  | PCF       | Chargée de formation |
| 5 avril 2014    | 4 juillet 2020             | Franck Le Bohellec  | UMP → LR  | Chef d'entreprise Conseiller régional du Val-de-Marne (2015 → 2021) |
| 4 juillet 2020  | En cours (au 30 juin 2022) | Pierre Garzon       | PCF       | Ancien secrétaire national de l'UEC (1998 → 2000) Ancien collaborateur d'élu au conseil départemental Conseiller départemental de Villejuif (2015 → ) Vice-président du conseil départemental (2015 → 2021) Administrateur d'Île-de-France Mobilités |

## Biographies des maires
| Pierre Garzon | 25 mai 1974        | Les Lilas           | —                 | —                   |  |  |  |  |
| Collaborateur d'élu, il devient en mars 2015 conseiller départemental communiste du canton de Villejuif puis est désigné vice-président de l'assemblée départementale, chargé des transports, des déplacements, des circulations et des infrastructures routières. Lors des élections municipales de 2020, il est à la tête de la liste « Ensemble pour Villejuif écologique et solidaire » qui réunit le Parti communiste, Génération.s et la Gauche citoyenne. Face à six autres listes, dont celle du maire sortant, il arrive en deuxième position avec 26,29 % des suffrages. Reporté à cause de la crise sanitaire, le second tour se tient le 28 juin 2020 et voit la victoire de sa liste d'union de la gauche avec 51,89 % des voix, permettant au PCF de reprendre une ville qu'il détenait depuis 1925 (hors période 1939-1944). Réélu conseiller départemental en 2021, il ne conserve pas sa fonction de vice-président, le département du Val-de-Marne basculant à droite. Il est par ailleurs administrateur d'Île-de-France Mobilités, autorité organisatrice de la mobilité dans la région francilienne. |                    |                     |                   |                     |  |  |  |  |
| |                    |                     |                   |                     |  |  |  |  |
| Franck Le Bohellec | 13 mars 1967       | Vannes              | —                 | —                   |  |  |  |  |
| - |                    |                     |                   |                     |  |  |  |  |
| Claudine Cordillot | 16 décembre 1953   | Bourgogne           | —                 | —                   |  |  |  |  |
| - |                    |                     |                   |                     |  |  |  |  |
| Pierre-Yves Cosnier | 29 novembre 1939   | Fontenay-le-Vicomte | 19 mai 2000       | Challans            |  |  |  |  |
| - |                    |                     |                   |                     |  |  |  |  |
| Louis Dolly | 1er septembre 1905 | Paris VIe           | 23 octobre 1993   | Le Kremlin-Bicêtre  |  |  |  |  |
| - |                    |                     |                   |                     |  |  |  |  |
| Georges Le Bigot | 11 février 1899    | Villejuif           | 15 septembre 1942 | Auschwitz (Pologne) |  |  |  |  |
| - |                    |                     |                   |                     |  |  |  |  |
| Paul Vaillant-Couturier | 8 janvier 1892     | Paris XVIe          | 10 octobre 1937   | Paris Ve            |  |  |  |  |
| - |                    |                     |                   |                     |  |  |  |  |
| Gaston Cantini | 24 juillet 1887    | Paris XIIIe         | 28 novembre 1955  | Villejuif           |  |  |  |  |
| - |                    |                     |                   |                     |  |  |  |  |
| Xavier Guillemin | 21 août 1864       | Île Maurice         | 2 mars 1948       | Boulon              |  |  |  |  |
| - |                    |                     |                   |                     |  |  |  |  |
| Louis Victor Destauret | 28 janvier 1851    | Villejuif           | 30 mars 1943      | Villejuif           |  |  |  |  |
| - |                    |                     |                   |                     |  |  |  |  |
| Auguste Victor Higonnet | 29 novembre 1855   | Lyas                | 19 juillet 1923   | Villejuif           |  |  |  |  |
| - |                    |                     |                   |                     |  |  |  |  |
| Arthur Joseph Alphonse Lorin | 12 juillet 1842    | Villejuif           | 1905              | Inconnu             |  |  |  |  |
| - |                    |                     |                   |                     |  |  |  |  |
| Hyacinthe Emmanuel Reulos | 12 juillet 1841    | Marcey-les-Grèves   | juin 1906         | Inconnu             |  |  |  |  |
| - |                    |                     |                   |                     |  |  |  |  |
| Amable Capy | 9 avril 1832       | La Ville-du-Bois    | 3 novembre 1913   | L'Hay-les-Roses     |  |  |  |  |
| - |                    |                     |                   |                     |  |  |  |  |
| Source : Les maires de Villejuif de 1790 à nos jours |                    |                     |                   |                     |  |  |  |  |

## Pour approfondir